# Prima Donnas
Prima Donnas é uma telenovela filipina exibida pela GMA Network de 19 de agosto de 2019 a 19 de fevereiro de 2021, estrelada por Jillian Ward, Althea Ablan e Sofia Pablo.

## Enredo
O casal Jaime (Wendell), o único hereditário do rico grupo de empresas Claveria, e Maita (Glaiza) acham difícil ter um filho. O casal então contratou Lilian (Katrina), a filha de sua empregada mais confiável, para ser a mãe substituta de seus filhos ainda não nascidos. Lilian aceita a proposta e depois dá à luz três lindas garotas chamadas Donna Marie (Jillian), de bom coração e motivadas, Donna Belle (Althea), ambiciosas e obstinadas; e Donna Lyn (Sofia), palestrante e mediadora entre os dois.
A vida dá uma guinada inesperada para as três Donnas quando Kendra (Aiko), ambiciosa assistente executiva de Lady Prima, que observou a fortuna de Jaime e Claveria, não pára em nada para se apossar de toda a riqueza de Claveria e da carinho de Jaime às custas dos três jovens herdeiros.
Segredos de família, parentes relutantes e uma busca interminável pela verdadeira identidade: o vínculo entre as três mulheres permanecerá forte entre os muitos desafios que a vida lhes impõe?

## Elenco
- Jillian Ward como Donna Marie "Mayi" Madreal[1]
- Althea Ablan como Donna Belle "Ella" Salazar Claveria / Madreal[1]
- Sofia Pablo como Donna Lyn "Lenlen" Salazar Claveria / Madreal[1]
- Katrina Halili como Lilian Madreal[1]
- Wendell Ramos como Jaime Antonio Claveria[1]
- Chanda Romero como Lady Primarosa "Prima" Claveria[1]
- Benjie Paras como Agaton Salazar[1]
- Aiko Melendez como Maria Kendra Fajardo[1]
- Elijah Alejo como Brianna Fajardo[1]

## Exibição
| País/Região      | Emissora     | Data de estréia      | Data de final           | Título       |
| ---------------- | ------------ | -------------------- | ----------------------- | ------------ |
| Filipinas        | GMA Network  | 19 de agosto de 2019 | 19 de fevereiro de 2021 | Prima Donnas |
| Estados Unidos   | GMA Pinoy TV | agosto de 2019       | fevereiro de 2021       | Prima Donnas |
| Canadá           | GMA Pinoy TV | agosto de 2019       | fevereiro de 2021       | Prima Donnas |
| Japão            | GMA Pinoy TV | agosto de 2019       | fevereiro de 2021       | Prima Donnas |
| Taiwan           | GMA Pinoy TV | agosto de 2019       | fevereiro de 2021       | Prima Donnas |
| Hong Kong        | GMA Pinoy TV | agosto de 2019       | fevereiro de 2021       | Prima Donnas |
| Malásia          | GMA Pinoy TV | agosto de 2019       | fevereiro de 2021       | Prima Donnas |
| Indonésia        | GMA Pinoy TV | agosto de 2019       | fevereiro de 2021       | Prima Donnas |
| Singapura        | GMA Pinoy TV | agosto de 2019       | fevereiro de 2021       | Prima Donnas |
| Papua-Nova Guiné | GMA Pinoy TV | agosto de 2019       | fevereiro de 2021       | Prima Donnas |
| Austrália        | GMA Pinoy TV | agosto de 2019       | fevereiro de 2021       | Prima Donnas |
| Nova Zelândia    | GMA Pinoy TV | agosto de 2019       | fevereiro de 2021       | Prima Donnas |
| Europa           | GMA Pinoy TV | agosto de 2019       | fevereiro de 2021       | Prima Donnas |
| Médio Oriente    | GMA Pinoy TV | agosto de 2019       | fevereiro de 2021       | Prima Donnas |